# Elecciones presidenciales del Alto Karabaj de 2002
El 11 de agosto de 2002 se celebraron elecciones presidenciales en la República de Nagorno-Karabaj. El resultado fue una victoria para el actual presidente Arkadi Ghukasyan, que recibió el 89% de los votos.

## Resultados
|  | 88.96 % |

|  | 7.67 % |

|  | 2.10 % |

|  | 1.26 % |

|  | 93.33 % |

|  | 6.67 % |

|  | 75.69 % |